# Michael Tomasello
Michael Tomasello (Florida, Estados Unidos, 1950) es un psicólogo comparativo y lingüista.
Estudió psicología en la Universidad de Duke y se doctoró en la de Georgia. Entre 1980 y 1998 desarrolló su actividad académica en la Universidad de Emory y se desempeñó como psicobiólogo en el Yerkes Primate Center. Desde 1998 es codirector del Instituto Max Planck de Antropología Evolutiva con sede en Leipzig, Alemania. Es profesor honorario de las universidades de Leipzig y Mánchester, y codirector del Centro de Investigación de Primates Wolfgang Köhler. Su campo de investigación comprende las ciencias cognitivas aplicadas al aprendizaje social, los procesos cognitivos comparados (niños y grandes simios), la adquisición del lenguaje, etc.

## Premios
- German National Academy of Sciences [elected, 2003]
- Guggenheim Fellowship, 1997
- Fyssen Foundation Prize, Paris, 2004
- Jean Nicod Prize, Paris, 2006
- Mind and Brain Prize, University of Torino, 2007
- Fellow, Cognitive Science Society [elected 2008]
- Hegel Prize, Stuttgart, 2009
- Oswald Külpe Prize, University of Würzburg, 2009
- Max Planck Research Prize [Human Evolution], Humboldt Society, 2010
- Heineken Prize for Cognitive Science, Ámsterdam, 2010
- Hungarian National Academy of Sciences [elected, 2010]
- Wiesbadener Helmuth Plessner Preis, 2014